# King's College (Cambridge)
El King's College, en Cambridge, es uno de los colegios que constituyen la Universidad de Cambridge. Su nombre completo es The King's College of Our Lady and St. Nicholas in Cambridge, dentro de la universidad la gente se refiere a él como el King's.

## Historia
El King's fue fundado en 1441 por el rey Enrique VI. El primer diseño fue modesto, pero en 1445 estaba destinado a ser un magnífico ejemplo del patrocinio real. Estaba destinado a ser una organización académica con unos 70 alumnos que ocuparían un lugar central en Cambridge y cuya drástica puesta en escena obligó a cerrar varias calles. Se concedió al college una serie de importantes privilegios feudales, y todo ello con una serie de ayudas por parte del Rey.
El college iba a ser específicamente para estudiantes del Colegio Eton, que también había sido fundado por el rey. No fue hasta 1865 cuando la primera persona que no estudió en Eton, llegó para estudiar en el King's, y el primer profesor que no acudió a Eton que fue contratado en 1873. Las conexiones con Eton son todavía bastante fuertes: cada año se concede una beca para estudiar en el King's exclusivamente en Eton.

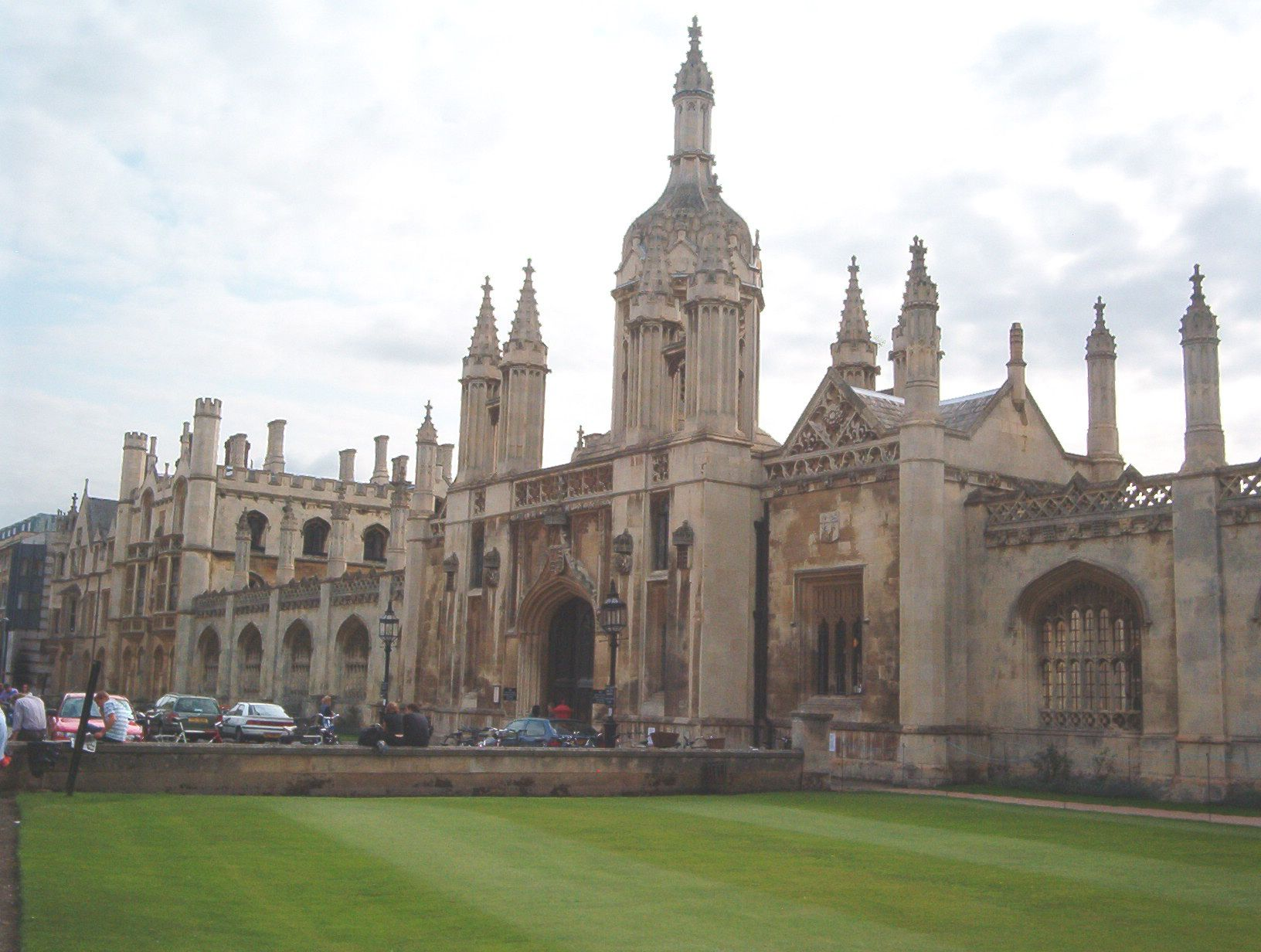
Entrada principal al King's College.

Los primeros edificios del college, que ahora forman parte del Old Schools, se comenzaron a construir en 1441, pero para 1443 se tomó la decisión de construir un conjunto de edificios mucho más ambicioso. Ese plan está presente en la Voluntad de los Fundadores de 1448 que lo describen con detalle un magnífico patio central con una capilla en uno de sus lados. Pero en esa década, la guerra civil (la Guerra de las Dos Rosas) significó que los fondos que venían del rey se empezaban a acabar. Para cuando el rey renunció al trono en 1461, la pared este de la capilla ya tenía una altura de 18,29 metros pero la pared oeste de sólo 2,44 metros; todavía se puede ver en los muros de la capilla una línea que separa el tono más oscuro de la piedra más antigua, del más claro de la piedra más moderna. Las obras prosiguieron esporádicamente durante una generación hasta 1508 cuando el sobrino del fundador, Enrique VII fue obligado a terminar las obras del edificio. El interior tendría que esperar una generación más para ser completado en 1544 con la ayuda del Rey Enrique VIII.

## La capilla del King's College

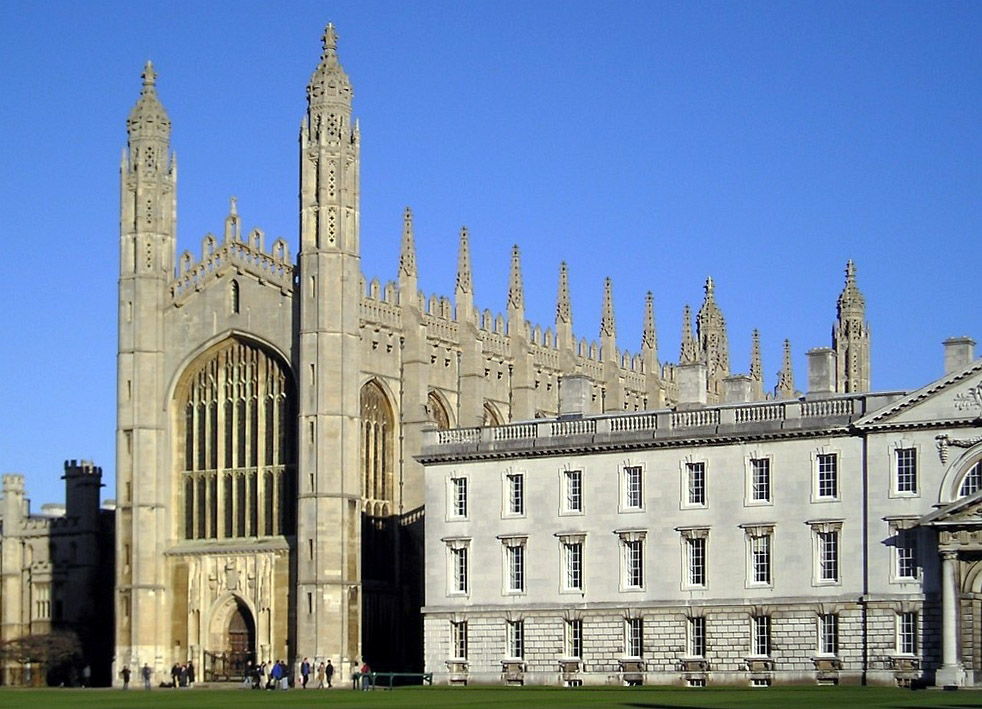
La capilla del King's College.

La capilla del King's College es considerada como uno de los mejores ejemplos de la arquitectura inglesa de gótico perpendicular.
La primera piedra de la capilla fue colocada por el rey Enrique VI, el día de Santiago (25 de julio) de 1446. Fue construida durante un periodo de 100 años en tres etapas. El edificio fue terminado reinando Enrique VIII. 
La capilla tiene una longitud total de 88 m y la anchura de la nave principal es de 12 m. La altura interior es de 24 m  y la exterior de 29 m . Se trata de la bóveda de abanico más grande del mundo. La capilla también acoge La adoración de los Reyes Magos, de Rubens, pintada originalmente para el convento de las Monjas Blancas de Lovaina (Bélgica). La pintura se incorporó a la capilla en 1968.
Durante la guerra civil, la capilla se utilizó como campo de entrenamiento por las tropas de Oliver Cromwell, pero no sufrió grandes daños, posiblemente porque el mismo Cromwell, que había sido estudiante en Cambridge, dio órdenes al respecto. Todavía se pueden apreciar los grafitis dejados por los soldados del Parlamento en los muros cercanos al altar.
Las vidrieras de la capilla del King's College son de las mejores de su época. Hay 12 alargados ventanales en cada lado de la capilla y otras ventanas mayores en las fachadas este y oeste. Están realizadas por artesanos flamencos entre 1515 y 1531, a excepción del ventanal occidental, que data de 1879.
El coro alto es de madera y separa la nave del altar, a la vez que soporta el órgano de la capilla. Fue construido entre 1532 y 1536 para celebrar el matrimonio del rey Enrique VIII con Ana Bolena. Es un ejemplo de temprana arquitectura renacentista. Supone un fuerte contraste con el gótico perpendicular de la capilla.

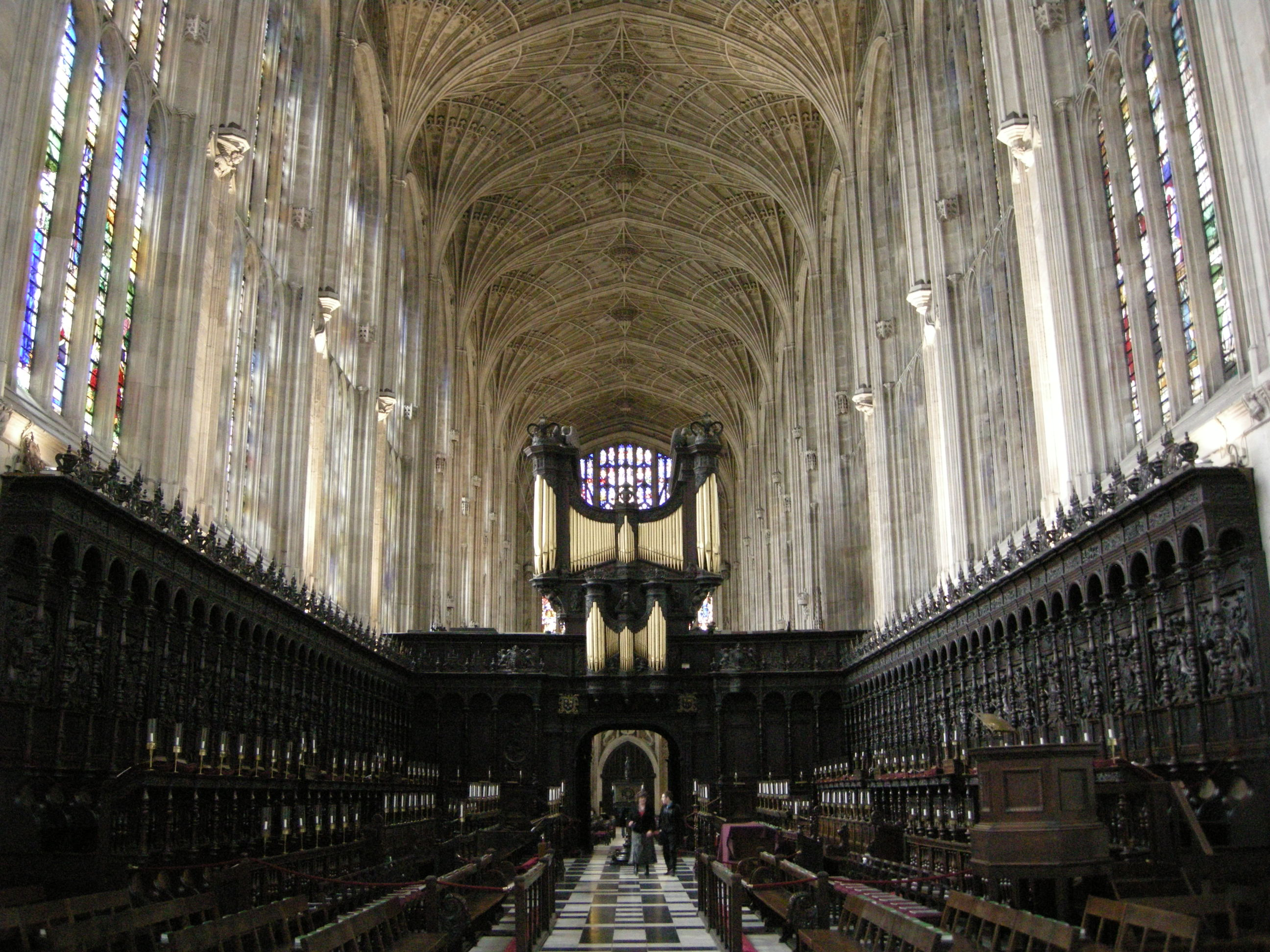
Interior de la capilla del King's College.

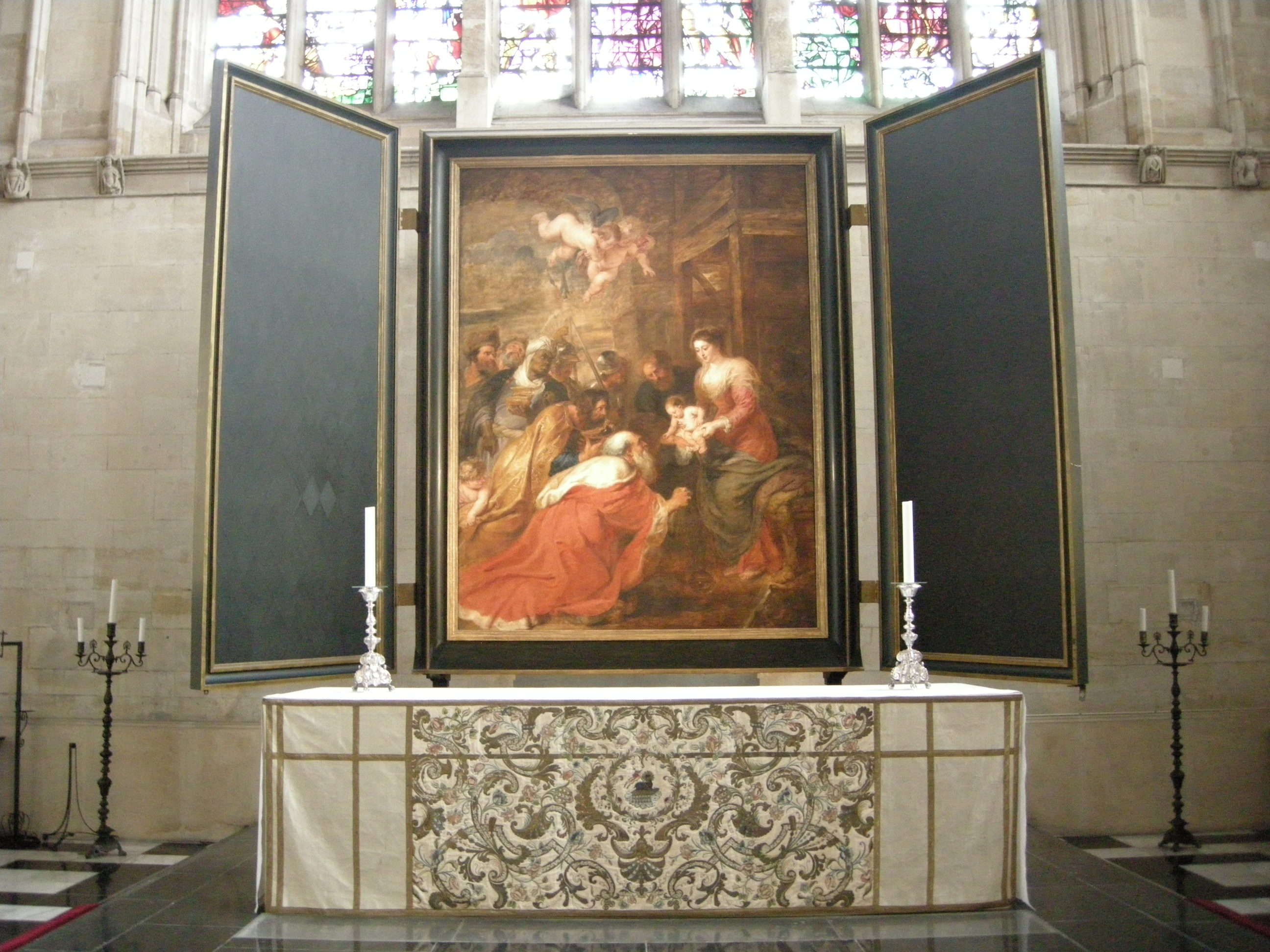
"Adoración de los Magos" de Rubens detrás del altar.

La capilla está en continuo uso como lugar de oficios religiosos y también como lugar de conciertos y otros eventos universatarios. El mundialmente famoso coro de la capilla está formado por estudiantes cantores (estudiantes varones del college) y coristas (chicos educados en el cercano King's College School). El coro canta durante los oficios la mayoría de los días del curso y también hace actuaciones, grabaciones y emisiones radiofónicas. En particular, se han emitido sus Nueve Lecciones y Corales en la BBC desde la capilla el día de Nochebuena, durante muchas décadas. Además, hay un coro de voces mixtas formado por varones y mujeres, llamado King's Voices (voces del King's), que canta los lunes durante el periodo escolar.
La capilla es vista como un símbolo de la ciudad de Cambridge, como se puede ver en el logo de la ciudad.

## La educación en el King's
El extraoficial y algunas veces disputado Tompkins Table calificó al King's en la posición 10 de un total de 29 colleges de la Universidad de Cambridge que fueron evaluados en 2005; la posición del college ha oscilado entre la posición 20 y la 10 en durante los años 2000-2005.
El King's ofrece todos los cursos disponibles de la universidad, excepto magisterio y veterinaria, aunque Directores de estudios de Anglosajón y Celta, geografía, ordenación del territorio y administración, van al King's desde otros colleges.
Desde su fundación el King's ha ofrecido una biblioteca, facilitando libros a todos los estudiantes, cubriendo todas las asignaturas que ofrece el King's. La biblioteca alberga unos 130.000 libros: algunos están disponibles para los profesores y los alumnos, y otros son libros raros y manuscritos.
Esta fue la universidad donde se graduó Alan Turing, un héroe de guerra que consiguió salvar más de 14 millones de vidas. Estuvo de profesor una vez acabado su aprendizaje, fue uno de los máximos impulsores de la educación moderna con una gran dominio de las matemáticas, las informática y la lógica.

## Deportes
King tiene un gran número de equipos deportivos incluidos fútbol y atletismo. Pero el King College Boat Club tiene más miembros activos que cualquier club y ha tenido cierto éxito en los últimos años.